# گریت هارودن
گریت هارودن (به انگلیسی: Great Harrowden) یک روستا و محله مدنی در بریتانیا است که در Wellingborough واقع شده‌است. گریت هارودن ۱۶۱ نفر جمعیت دارد.